# Verband Entwicklungspolitik und Humanitäre Hilfe deutscher Nichtregierungsorganisationen
Der Verband Entwicklungspolitik und Humanitäre Hilfe deutscher Nichtregierungsorganisationen e. V. (VENRO) ist der Dachverband der entwicklungspolitischen Nichtregierungsorganisationen (NRO) in Deutschland. Der Verband wurde im Jahr 1995 als Verband Entwicklungspolitik deutscher Nichtregierungsorganisationen gegründet und hat rund 140 Mitgliedsorganisationen (Stand: September 2021). Sie kommen aus der privaten und kirchlichen Entwicklungszusammenarbeit, der Humanitären Hilfe sowie der entwicklungspolitischen Bildungs-, Öffentlichkeits- und Lobbyarbeit. 
Seit Dezember 2023 sind Michael Herbst von der Christoffel Blindenmission (CBM) und Gudrun Schattschneider von World Vision Deutschland als neue Vorstandsvorsitzende der VENRO tätig.

## Ziele und Aufgaben
Der zentrale Zweck ist die gerechte Gestaltung der Globalisierung, insbesondere die Überwindung der weltweiten Armut. Der Verband setzt sich für die Verwirklichung der Menschenrechte und die Bewahrung der natürlichen Lebensgrundlagen ein.
Der Verein vertritt nach eigenen Angaben die Interessen der entwicklungspolitischen NRO gegenüber der Politik, stärkt die Rolle von NRO und Zivilgesellschaft in der Entwicklungspolitik, vertritt die Interessen der Entwicklungsländer und armer Bevölkerungsgruppen und schärft das öffentliche Bewusstsein für entwicklungspolitische Themen.
Der Verein ist Mitglied im europäischen Dachverband entwicklungspolitischer NROs CONCORD.

## Gemeinsame Verhaltensregeln
Die Mitgliedsorganisationen müssen den vereinseigenen Verhaltenskodex „Transparenz – Organisationsführung – Kontrolle“, den VENRO-Kodex „Entwicklungsbezogene Öffentlichkeitsarbeit“ und den vereinseigenen Kodex „Kinderrechte“ beachten.

## Deine Stimme gegen Armut
Seit 2005 war der Verein gemeinsam mit dem Künstler Herbert Grönemeyer Träger der Kampagne Deine Stimme gegen Armut. Mit dem Projekt setzte sich der Verein öffentlichkeitswirksam für die fristgerechte Umsetzung der Millenniumsziele ein. Mit Ablauf der Frist und der Verabschiedung neuer Ziele nachhaltiger Entwicklung wurde die Kampagne Ende 2015 nach zehn Jahren eingestellt.

## Mitglieder
(Stand: April 2015; * = Gastmitglied)

### A
action medeor
ADRA Deutschland
Aktion Canchanabury
AMICA
Andheri-Hilfe Bonn
Arbeiter-Samariter-Bund Deutschland
Arbeitsgemeinschaft der Eine-Welt-Landesnetzwerke in Deutschland (agl)
Arbeitsgemeinschaft der Evangelischen Jugend in Deutschland (aej)
Arbeitsgemeinschaft Entwicklungsethnologie
Arbeitsgemeinschaft für Entwicklungshilfe (AGEH)
arche noVa
Ärzte der Welt
ASW – Aktionsgemeinschaft Solidarische Welt
AT-Verband
AWO International

### B
Behinderung und Entwicklungszusammenarbeit (bezev)
BONO-Direkthilfe
BORDA e. V.
Brot für die Welt – Evangelischer Entwicklungsdienst
Bund der Deutschen Katholischen Jugend (BDKJ)
Bundesvereinigung Lebenshilfe

### C
CARE Deutschland-Luxemburg
Caritas International
Casa Alianza - Kinderhilfe Guatemala
CHANGE e. V.*
ChildFund Deutschland
Christliche Initiative Romero
Christoffel-Blindenmission Deutschland

### D
Dachverband Entwicklungspolitik Baden-Württemberg (DEAB)
Das Hunger Projekt
Deutsche Entwicklungshilfe für soziales Wohnungs- und Siedlungswesen (DESWOS)
Deutsche Kommission Justitia et Pax
Deutsche Lepra- und Tuberkulosehilfe (DAHW)
Deutsche Stiftung Weltbevölkerung (DSW)
Deutscher Paritätischer Wohlfahrtsverband
Deutsches Komitee Katastrophenvorsorge
DGB-Bildungswerk BUND – Nord-Süd-Netz
Difäm – Deutsches Institut für Ärztliche Mission
Don Bosco Mondo
DVV International – Institut für Internationale Zusammenarbeit des Deutschen Volkshochschul-Verbandes

### E
Eine Welt Netz NRW
Eine Welt Netzwerk Hamburg
EIRENE – Internationaler Christlicher Friedensdienst
EMA - Euro-Mediterranean Association for Cooperation and Development
EPiZ - Entwicklungspädagogisches Informationszentrum*
Evangelische Akademien in Deutschland (EAD)

### F
Fairventures Worldwide
FIAN Deutschland
FUTURO SÍ

### G
Gemeinschaft Sant´Egidio
German Doctors
German Toilet Organisation
Germanwatch

### H
Habitat for Humanity Deutschland
Handicap International
Help – Hilfe zur Selbsthilfe
HelpAge Deutschland
Hilfswerk der Deutschen Lions
Hoffnungszeichen / Sign of Hope
humedica

### I
Indienhilfe
INKOTA-netzwerk
Internationaler Bund (IB)
Internationaler Hilfsfonds
Internationaler Ländlicher Entwicklungsdienst (ILD)
Internationaler Verband Westfälischer Kinderdörfer
Islamic Relief Deutschland

### J
Jambo Bukoba
Johanniter-Auslandshilfe

### K
KAIROS Europa
Karl Kübel Stiftung für Kind und Familie
KATE – Kontaktstelle für Umwelt und Entwicklung
Kindernothilfe
Kinderrechte Afrika

### L
Lateinamerika-Zentrum
Lichtbrücke

### M
Malteser International
Marie-Schlei-Verein
materra – Stiftung Frau und Gesundheit
medica mondiale
medico international
Bischöfliches Hilfswerk Misereor
Missionsärztliches Institut Würzburg*

### N
NETZ Bangladesch

### O
Ökumenische Initiative Eine Welt
OIKOS EINE WELT
Opportunity International Deutschland
Ora International Deutschland
OroVerde – Die Tropenwaldstiftung
Oxfam Deutschland

### P
Plan International Deutschland

### R
Rhein-Donau-Stiftung

### S
SALEM International
Samhathi – Hilfe für Indien
Save the Children Deutschland
Senegalhilfe-Verein
Senior Expert Service (SES)
Society for International Development Chapter Bonn (SID)
SODI – Solidaritätsdienst International
Sozial- und Entwicklungshilfe des Kolpingwerkes (SEK)
Stiftung Entwicklung und Frieden (SEF)
Stiftung Nord-Süd-Brücken
SÜDWIND – Institut für Ökonomie und Ökumene
Susila Dharma – Soziale Dienste

### T
Terra Tech Förderprojekte
Terre des Femmes
terre des hommes Deutschland
Tierärzte ohne Grenzen
TransFair

### V
Verband Entwicklungspolitik Niedersachsen (VEN)
Verbund Entwicklungspolitischer Nichtregierungsorganisationen Brandenburgs (VENROB)

### W
W. P. Schmitz-Stiftung
WEED – Weltwirtschaft, Ökologie & Entwicklung
Weltfriedensdienst
Weltgebetstag der Frauen – Deutsches Komitee
Welthaus Bielefeld
Welthungerhilfe
Weltladen-Dachverband
Weltnotwerk der KAB Deutschlands
Werkhof Darmstadt
Werkstatt Ökonomie
World University Service
World Vision Deutschland

### Z
Zukunftsstiftung Entwicklung bei der GLS Treuhand